# Vălči Dol
Vălči dol (búlgaro:Вълчи дол) é uma cidade da Bulgária, localizada no distrito de Varna. A sua população era de 3,460 habitantes segundo o censo de 2010.

## População
| Vălči dol | Vălči dol | Vălči dol | Vălči dol | Vălči dol | Vălči dol | Vălči dol | Vălči dol | Vălči dol | Vălči dol | Vălči dol | Vălči dol | Vălči dol | Vălči dol | Vălči dol | Vălči dol | Vălči dol | Vălči dol | Vălči dol | Vălči dol |
| --- | --------- | --------- | --------- | --------- | --------- | --------- | --------- | --------- | --------- | --------- | --------- | --------- | --------- | --------- | --------- | --------- | --------- | --------- | --------- |
| Ano | 1887      | 1910      | 1934      | 1946      | 1956      | 1965      | 1975      | 1985      | 1992      | 2001      | 2002      | 2003      | 2004      | 2005      | 2006      | 2007      | 2008      | 2009      | 2010      |
| População |           |           |           | …         | …         | 3,605     | 3,866     | 3,952     | 3,879     | 3,692     | 3,656     | 3,652     | 3,632     | 3,631     | 3,576     | 3,560     | 3,519     | 3,495     | 3,460     |
| Fontes: Instituto Nacional de Estatísticas, „citypopulation.de“, „pop-stat.mashke.org“, Bulgarian Academy of Sciences |           |           |           |           |           |           |           |           |           |           |           |           |           |           |           |           |           |           |           |